# Nuglia di Laurenzana
La nuglia di Laurenzana (A Nnoglje in dialetto laurenzanese) è un salume di carne suina esclusivo della città di Laurenzana in Basilicata. Benché il termine "nuglia" sia utilizzato per indicare anche altre tipologie di salami dell'area lucana e cilentana, la preparazione laurenzanese costituisce un unicum culinario in quanto il prodotto non si presenta come un insaccato di carne trita, ma viene ottenuto separando il costato del suino adulto in sezioni orizzontali o verticali, che successivamente vengono speziate e lasciate essiccare. Il risultato finale è simile, per certi aspetti, alle "coppiette" romane o alla jerky beef dei paesi anglosassoni, differendo però per il taglio e per l'utilizzo esclusivo della carne suina. La nuglia di Laurenzana è riconosciuta come prodotto agroalimentare tradizionale lucano.

## Preparazione
Durante la macellazione il costato e parte del sottopancia dell'animale vengono scotennati e tagliati in pezzi di circa 20–30 cm di lunghezza e 3–5 cm di spessore. La carne viene poi speziata con sale, aglio e finocchio selvatico in quantità variabili; ogni pezzo è lasciato a macerare per 3 giorni in frigorifero in questa mistura per far sì che la carne possa assorbirne bene i sapori. L'aggiunta di paprica in polvere, oltre a rendere la pietanza più o meno piccante, le conferisce una colorazione rosata al termine del processo di essiccazione. Dopo la marinatura, i pezzi di nuglia vengono agganciati fra loro per mezzo di uncini metallici e messi ad essiccare per un periodo di 15-18 giorni in un luogo fresco ed aerato; l'umidità dell'ambiente viene ridotta con l'accensione di un piccolo braciere.

## A tavola
Si presenta con una fetta di colore rosso-bruno a seconda della durata della stagionatura e del contenuto di paprica. Il taglio avviene in modo orizzontale creando quindi delle fette di 2–5 mm. Il profumo, dettato dall'aglio e dal finocchietto è intenso, molto caratteristico, mentre il sapore, che dipende dalla qualità della carne, dall'alimentazione che ha avuto il maiale, e dalla quantità e dolcezza della paprica, può essere più o meno delicato. Costituisce un tipico antipasto della cucina laurenzanese, ma può essere anche adoperato come secondo piatto quando il pezzo di nuglia viene arrostito, cotto sotto la cenere o utilizzato come condimento del sugo che accompagna la pasta fresca locale.

## Curiosità
Di tale prodotto si ritrovano tracce già nella seconda metà del '400, sicuramente con varianti nell'uso delle spezie e degli aromi, ed il termine potrebbe trovare la sua etimologia nel termine latino nullus (nulla, senza valore) in quanto preparato con parti poco nobili del maiale, ma non per questo meno gustose. Inoltre i pezzi di nuglia contenenti una minore quantità di grasso vengono comunemente chiamati "nuglie del prete" (A' Nnoglje ru' Prevet' in dialetto laurenzanese) ad indicazione del fatto che i pezzi più pregiati venivano anticamente offerti in dono ai membri del clero locale.